# Бывшие посёлки городского типа Тульской области
Бывшие посёлки городского типа Тульской области — посёлки городского типа (рабочие и дачные), потерявшие этот статус в связи с административно-территориальными преобразованиями.

## А
- Агеево — пгт с 1948 года. Преобразован в сельский населённый пункт в 2013 году[1]

## Б
- Барсуки — пгт с 1950 года. Преобразован в сельский населённый пункт в 2005 году.
- Бегичевский — пгт с 1949 года. Преобразован в сельский населённый пункт в 2005 году[2].
- Болохово — пгт с 1932 года. Преобразован в город в 1943 году.
- Бородинский — пгт с 1956 года. Преобразован в сельский населённый пункт в 2013 году[1]
- Брусянский — пгт с 1951 года. Преобразован в сельский населённый пункт в 2013 году[1].

## В
- Высокое — пгт с 1938 года. Включён в состав города Алексин в 1958 году.

## Г
- Горелки — пгт с 1948 года. Включён в состав города Тула в 2005 году.
- Грицовский — пгт с 1965 года. Преобразован в сельский населённый пункт в 2014 году.

## Д
- Дедилово — пгт с 1935 года. Преобразован в сельский населённый пункт в 1941 году.
- Донской — пгт с 1929 года. Преобразован в город в 1939 году.
- Дубовка — пгт с 1944 года. Преобразован в сельский населённый пункт в 2013 году[1].

## Е
- Епифань — пгт с 1938 года. Преобразован в сельский населённый пункт в 2011 году.

## Ж
- Жданковский — пгт с 1952 года. Включён в состав города Богородицк в 2005 году[2].

## З
- Задонье — пгт с 1934 года. Включён в состав города Донской в 2005 году.

## К
- Казановка — пгт с 1938 года. Преобразован в сельский населённый пункт в 2005 году.
- Казачка — пгт с 1989 года. Преобразован в сельский населённый пункт в 2005 году.
- Казначеевский — пгт с 1963 года. Преобразован в сельский населённый пункт в 2005 году.
- Каменецкий — пгт с 1951 года. Преобразован в сельский населённый пункт в 2005 году.
- Кимовск — пгт с 1948 года. Преобразован в город в 1952 году.
- Киреевка — пгт с 1934 года. Преобразован в город Киреевск в 1956 году.
- Комсомольский — пгт с 1954 года. До 1963 назывался Октябрьский. Включён в состав города Донской в 2005 году.
- Косая Гора — пгт с 1927 года. Включён в состав города Тула в 2005 году.
- Краинка — пгт с 1928 года. Преобразован в сельский населённый пункт в 1962 году.
- Красницкий — пгт с 1949 года. Преобразован в сельский населённый пункт в 1979 году.
- Красногвардейский — пгт с 1948 года. Упразднён в 1959 году.

## Л
- Лаптево — пгт с 1938 года. Преобразован в город в 1958 году.
- Ленинский — пгт с 1949 года. Преобразован в сельский населённый пункт в 2014 году[3]
- Липковский — пгт с 1949 года. Преобразован в город Липки в 1955 году.
- Ломинцевский — пгт с 1956 года. Преобразован в сельский населённый пункт в 2005 году.

## М
- Майский — пгт с 1963 года. Преобразован в сельский населённый пункт в 2005 году.
- Менделеевский — пгт с 1958 года. Включён в состав города Тула в 2005 году.
- Мышега — пгт с 1932 года. Включён в состав города Алексин в 1958 году.

## Н
- Новольвовск — пгт с 1954 года. Преобразован в сельский населённый пункт в 2011 году.
- Новоогаревский — включён в состав пгт Огарёвка в 1960 году.
- Новотульский — пгт с 1934 года. Включён в состав города Тула в 1968 году.
- Новоугольный — пгт с 1934 года. Включён в состав города Донской в 2005 году.

## О
- Огарёвка — пгт с 1933 года. Преобразован в сельский населённый пункт в 2014 году.
- Октябрьский — пгт с 1951 года. Преобразован в сельский населённый пункт в 2005 году.

## П
- Партизан — пгт с 1958 года. Преобразован в сельский населённый пункт в 2005 году.
- Песоченский — пгт с 1928 года. Преобразован в сельский населённый пункт в 2005 году.
- Петровский — пгт с 1932 года. Включён в состав города Алексин в 1958 году.
- Плавск — пгт с 1935 года. Преобразован в город в 1949 году.
- Плеханово — пгт с 1939 года. Преобразован в сельский населённый пункт в 2014 году[3].
- Подлесный — пгт с 1954 года. До 1963 назывался Первомайский. Включён в состав города Донской в 2005 году.
- Приупский — пгт с 1954 года. Преобразован в сельский населённый пункт в 2005 году.

## Р
- Ревякино — пгт с 1961 года. Преобразован в сельский населённый пункт в 2014 году.
- Руднев — пгт с 1956 года. Включён в состав города Донской в 2005 году.

## С
- Северо-Сталиногорский — пгт с 1958 года. Включён в состав города Сталиногорска (Новомосковска) в 1959 году.
- Скуратовский — пгт с 1948 года. Включён в состав города Тула в 2005 году.
- Советский — пгт с 1950 года. Преобразован в город Советск в 1954 году.
- Сокольники — пгт с 1953 года. Преобразован в город Сокольники в 1958 году.
- Станция Скуратово — пгт с 1989 года. Преобразован в сельский населённый пункт в 2014 году.
- Суворовский — пгт с 1951 года. Преобразован в город Суворов в 1954 году.
- Суходольский — пгт с 1948 года. Преобразован в сельский населённый пункт в 1979 году.

## Т
- Товарковский — пгт с 1932 года. Преобразован в сельский населённый пункт в 2013 году[1].

## У
- Узловая — пгт с 1926 года. Преобразован в город в 1938 году.
- Улановский — пгт с 1948 года. Включён в состав города Болохово в 1994 году.

## Х
- Ханино — пгт с 1928 года. Преобразован в сельский населённый пункт в 2005 году.

## Ч
- Черепеть — пгт с 1928 года. Преобразован в сельский населённый пункт в 2005 году.

## Ш
- Шахтёрский — пгт с 1954 года. Включён в состав города Донской в 2005 году.
- Шварцевский — пгт с 1934 года. Преобразован в сельский населённый пункт в 2013 году[1].

## Щ
- Щёкино — пгт с 1934 года. Преобразован в город в 1938 году.